# Aleksa Matić
Aleksa Matić (Serbian Cyrillic: Алекса Матић; sinh 12 tháng 3 năm 1996) là một cầu thủ bóng đá Serbia thi đấu cho FK Krupa ở Giải bóng đá ngoại hạng Bosnia và Herzegovina.